# Vicente Peña
Vicente Peña Ruiz (Caleruega, provincia de Burgos, 1883-Paracuellos de Jarama, Madrid, 1936) es un beato mártir de la persecución religiosa en España durante la Guerra Civil.

## Biografía
Nació en Caleruega, una villa de la Ribera del Duero. Ingresó en la Orden de Predicadores, fundada por santo Domingo de Guzmán y fue destinado al oratorio del Olivar en Madrid.
Fue asesinado en Paracuellos de Jarama durante la Guerra civil a manos del bando republicano.
Su beatificación se produjo el 28 de octubre de 2007 en Roma por el Papa Benedicto XVI siendo escogido el 6 de noviembre como fecha para su devoción.